# Celano Football Club Olimpia 1990-1991
Questa voce raccoglie le informazioni riguardanti il Celano Football Club Olimpia nelle competizioni ufficiali della stagione 1990-1991.

## Rosa
| N. |                   | Ruolo | Calciatore           |
| -- | ----------------- | ----- | -------------------- |
|    | Italia (bandiera) | D     | Saverio Albi         |
|    | Italia (bandiera) | D     | Guido Bertoldo       |
|    | Italia (bandiera) | A     | Dimitri Calderoni    |
|    | Italia (bandiera) | D     | Gilberto Cenni       |
|    | Italia (bandiera) | P     | Gianluca Cherubini   |
|    | Italia (bandiera) | A     | Loris Coan           |
|    | Italia (bandiera) | C     | Andrea Consorti      |
|    | Italia (bandiera) | A     | Sergio D'Agostino    |
|    | Italia (bandiera) | C     | Giancarlo D'Angelo   |
|    | Italia (bandiera) | C     | Emiliano De Juliis   |
|    | Italia (bandiera) | D     | Roberto Del Principe |

| N. |                   | Ruolo | Calciatore           |
| -- | ----------------- | ----- | -------------------- |
|    | Italia (bandiera) | C     | Costantino Fantauzzi |
|    | Italia (bandiera) | P     | Marco Gianetti       |
|    | Italia (bandiera) | C     | Giulio Isidori       |
|    | Italia (bandiera) | C     | Antonio Magliocca    |
|    | Italia (bandiera) | C     | Andrea Orocini       |
|    | Italia (bandiera) | C     | Ermanno Paris        |
|    | Italia (bandiera) | D     | Massimo Paris        |
|    | Italia (bandiera) | D     | Antonio Poletto      |
|    | Italia (bandiera) | C     | Fabrizio Sansonetti  |
|    | Italia (bandiera) | C     | Enrico Venditelli    |